# Philippe Huet
Pour les articles homonymes, voir Philippe Huet (1920-1994) et Huet.
Philippe Huet, né le 24 avril 1942 au Havre, est un journaliste et écrivain français, ancien rédacteur en chef adjoint à Paris Normandie.

## Biographie
Après ses 3 années d'études à l'École supérieure de journalisme de Paris, il intègre le journal Le Havre Presse. Il a l'ambition de devenir grand reporter. Il obtient ce poste en entrant à la rédaction de Paris-Normandie. Pendant quinze ans, il couvre de grands évènements tels que des déplacements présidentiels, le Tour de France, des guerres (notamment au Liban), des grands procès, ou encore la catastrophe aérienne d’Ermenonville du 3 mars 1974 où il arrive en premier sur les lieux.
En 1989, Philippe Huet démissionne de son poste de rédacteur en chef adjoint du journal Paris-Normandie et entame, parfois en collaboration avec son épouse Élizabeth Coquart, une carrière littéraire qui inclura documents, œuvres biographiques, romans noirs et romans sociaux .

## Œuvres
- Quai de l'oubli, LGF, Le Livre de poche, 1994, (ISBN 2253076376) ; réédité en 2021 chez Rivages/Noir
- La Main morte, éditions Albin Michel, 1994  (ISBN 2226067604) ; réédition, LGF, coll. « Le Livre de poche », 1996  (ISBN 2253076686) Grand prix de littérature policière 1995
- La Nuit des docks, LGF, Le Livre de poche, 1997
- Cargaison mortelle, LGF, Le Livre de poche, 1999
- Les Démons du comte, LGF, Le Livre de poche, 2001  (ISBN 2253171840)
- Un jour sang, LGF, Le Livre de poche, 2003  (ISBN 2226130543)
- L'Enfer du décor, éditions des Falaises, 2003  (ISBN 2-84811-013-9)
- L'Inconnue d'Antoine, Payot et Rivages, 2004
- Les Quais de la colère, éditions Albin Michel, 2005  (ISBN 2226156666) ; réédition, LGF, coll. « Le Livre de poche », 2006  (ISBN 2253117838)
- Souk à Marrakech, éditions Albin Michel, 2006  (ISBN 2226168265) ; réédition, LGF, coll. « Le Livre de poche », 2008  (ISBN 9782253123132)
- Bunker, éditions Rivages/Thriller, 2008
- L'Ivresse des falaises, éditions des Falaises  (ISBN 978-2848110004) ; réédition Payo & Rivages, coll. « Rivages/Noir », 2009  (ISBN 978-2743620196)
- Dribbling, éditions Rivages, 2010
- La Poubelle pour aller danser, éditions Baleine, coll. « Le Poulpe » no 273, 2011  (ISBN 2842194918)
- Nuit d'encre, éditions Albin Michel, 2012  (ISBN 2226241337)
- Les Égarés de la plage, éditions Albin Michel, 2014,  (ISBN 2226254234)
- La Fille de l'été 36, 2015 (Nouvelle, Quatre auteurs à la plage)
- Les Émeutiers, éditions Payot & Rivages, 2015 ; réédition, Payot & Rivages, coll. « Rivages/Noir » no 1016, 2016  (ISBN 9782743636609)
- Le Feu aux poudres, 2016
- Une année de cendres, 2019
- Noir d'Espagne, Rivages, 2021

### Ouvrages écrits en collaboration avec Élizabeth Coquart
- Ma liberté dans l'Église, Albin Michel, 1989  (ISBN 2226038264) (entretiens avec Jacques Gaillot)
- Bourvil ou la Tendresse du rire, Albin Michel, 1990  (ISBN 2226048456)
- Le Jour le plus fou, 6 juin 1944, les civils dans la tourmente, Albin Michel, 1994  (ISBN 2226069291)
- Mistinguett: la reine des Années folles, Albin Michel, 1996  (ISBN 2226081984)
- Le Monde selon Hersant, Ramsay, 1997  (ISBN 9782226048455)
- Les Rescapés du Jour J, Albin Michel, 1999 ; 2004
- Vacances secrètes en Normandie, guide Arthaud, 1999
- Stars et paquebots, éditions des Falaises, 2004
- Avance et tu seras libre, Payot, 2010 (entretiens avec Jacques Gaillot)

## Prix
- Grand prix de littérature policière 1995 pour La Main morte[2]